# 广州汇金中心
汇金中心是中国广东省广州市天河区的摩天大楼，建筑高度为321米，地上69层。該建築由世茂集团、华润置地、合景泰富联合投資，中国建筑集团中建海峡建设发展有限公司負責建造。